# L'Été sans bras
L’Été sans bras est une sculpture conçue par Aristide Maillol en 1911.

## Conception
L’Été sans bras est une version de la statue L’Été de Maillol. Le projet  commence par un torse sans tête ni bras ni jambes qui devient à travers des essais en 1911 la sculpture L’Été sans bras, œuvre presque définitive de L’Été, commandée par le collectionneur russe Ivan Morozov au début du 20e siècle et qui sera livrée en 1911... L'œuvre L’Été sans bras a les faveurs de Maillol qui estime que « Les bras cachent les profils ». Cependant, L’Été sans bras va rester de longues années sous forme de plâtre dans l’atelier de Maillol...[réf. nécessaire]

## Variante

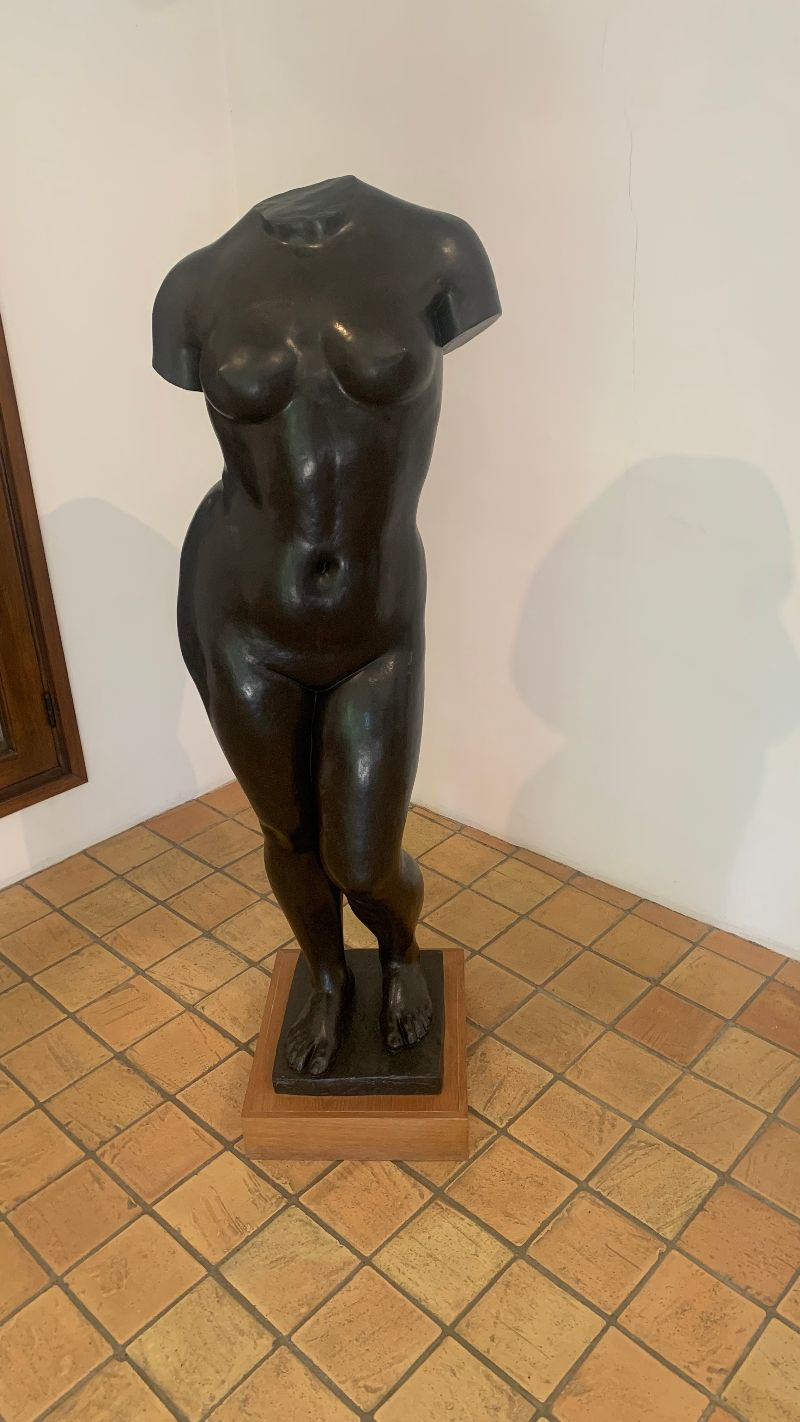
Torse de l'Été, Maillol (1911)

Une variante de L'Été est exposée au Musée Maillol de Banyuls-sur-Mer.

## Domaine public
L’œuvre est tombée dans le domaine public depuis le 1er janvier 2015, comme toutes les œuvres d'Aristide Maillol,.